# Капеллан дьявола
«Капеллан дьявола. Размышления о надежде, лжи, науке и любви» — сборник эссе, статей и рецензий английского учёного и популяризатора науки Ричарда Докинза, опубликованный в 2003 году. Первое издание сборника «Капеллан дьявола» опубликовано спустя 5 лет после выхода в свет предыдущей книги Докинза «Расплетая радугу». Эссе и статьи из сборника были написаны Докинзом с 1978 по 2003 год, они охватывают такие темы, как псевдонаука, биологический детерминизм, меметика, терроризм, религия и креационизм. Один из разделов книги посвящён покойному противнику Докинза Стивену Джею Гулду. На русском языке сборник впервые издан в 2013 году издательством Corpus.

## Название
Название книги является отсылкой к цитате Чарльза Дарвина из письма Джозефу Гукеру от 13 июля 1856 года, в которой говорится об отсутствии у Дарвина веры в то, что «идеальный мир» был создан Богом:
Что за книгу мог бы написать капеллан дьявола о топорных, расточительных, неуклюжих, низких и ужасно жестоких делах природы!
Оригинальный текст (англ.)What a book a Devil’s chaplain might write on the clumsy, wasteful, blundering low & horridly cruel works of nature!

## Отзывы
Робин Макки в своей рецензии на книгу для The Observer сравнивает Докинза с интеллектуальным боксёром (англ. intellectual pugilist) и отмечает, что книга содержит как трогательные эссе, в числе которых письмо дочери о радости ясного мышления, трогательная дань уважения бывшему оппоненту, покойному Стивену Джею Гулду, хвалебная речь писателю Дугласу Адамсу и дань уважения Африке, родине автора и родине нашего вида, так и старые добрые сногсшибательные материалы, в которых Докинз преуспевает».